# Cellule spumeuse
Une cellule spumeuse est une cellule (macrophage, cellule musculaire lisse vasculaire...) gonflée de gouttelettes de graisse (LDL).

## Apparition
Les cellules spumeuses trouvent leur origine dans la paroi des artères, et ce notamment à des points de haute tension pariétale et de turbulence dans l'écoulement sanguin. Ces conditions participent à créer de petites brèches dans la couche la plus interne des artères, l'endothélium, qui permettent l'insertion dans l'intima de lipoprotéines. Parmi elles, ce sont les lipoprotéines de basse densité (LDL) qui sont à l'origine des cellules spumeuses. Physiologiquement internalisées par les cellules, elles peuvent en cas d'excès stagner à l'extérieur des cellules dans la paroi, et sont dans ce cas oxydées (entre autres, par les radicaux libres).

Les LDL oxydées, ou LDLox, vont alors être internalisées par des macrophages, cellules immunitaires, qui s'engorgent, et deviennent alors des cellules spumeuses.

## Pathologie
Les cellules spumeuses sont à l'origine du processus d'athérosclérose. Leur accumulation dans la paroi forme la strie lipidique, étape initiale du processus inflammatoire qui va aboutir à la formation d'une plaque d'athérome au sein de la paroi artérielle.
La strie lipidique constitue le stade réversible de la lésion athéromateuse.